# チャーリー・ヘイガー
チャーリー・ヘイガー（Charles Wallis Haeger, 1983年9月19日 - 2020年10月3日）は、アメリカミシガン州リボーニア出身の元プロ野球選手（投手）。右投右打。ナックルボール主体に投球を組み立てるナックルボーラー。
兄のグレッグもデトロイト・タイガース傘下のマイナーに所属していた野球選手。

## 経歴

### アマチュア時代
高校3年生時には、7勝2敗、防御率1.88、奪三振101、打率.369（99打数36安打）、打点34を記録。

### プロ入りとマイナー時代とホワイトソックス時代
2001年のMLBドラフトでシカゴ・ホワイトソックスからドラフト25巡目指名され入団。
2002年末に一時任意引退し、2004年に復帰。
2006年5月10日にメジャー初登板。

### パドレス時代
2008年9月10日にウェイバー公示を経てサンディエゴ・パドレスに移籍した。オフには翌年の契約を提示されずノンテンダーFAとなった。

### ドジャース時代
2009年1月にロサンゼルス・ドジャースとマイナー契約。8月11日にメジャーに昇格した。
2010年6月25日に40人枠から外れる。

### マリナーズ傘下時代
2011年はシアトル・マリナーズとマイナー契約を結びスプリングトレーニングに招待選手として参加。傘下のAAA級タコマで開幕を迎えたが、9試合の先発で2勝2敗、防御率7.74、WHIP1.99の成績を喫して7月16日に解雇。

### レッドソックス傘下時代
2011年7月23日にボストン・レッドソックスとマイナー契約を結んだ。傘下AAポートランド・シードッグスで8試合に登板した。
2012年は、手術を受けシーズンを全休した。
2013年に、復帰した。この年は、25試合に先発した。

### 引退後
その後現役を引退し、2016年から2018年までタンパベイ・レイズ傘下のマイナーチームで投手コーチを務めた。
2019年11月にシカゴ・カブス傘下のAA級テネシー・スモーキーズの投手コーチに就任したが、2020年10月3日にグランド・キャニオンにて死亡している状態で発見された。拳銃による自殺とみられる。前日に元恋人のダニエル・ロング殺害の第一容疑者とされていた。

## 年度別投手成績
| 年 度     | 球 団     | 登 板 | 先 発 | 完 投 | 完 封 | 無 四 球 | 勝 利 | 敗 戦 | セ 丨 ブ | ホ 丨 ル ド | 勝 率 | 打 者 | 投 球 回 | 被 安 打 | 被 本 塁 打 | 与 四 球 | 敬 遠 | 与 死 球 | 奪 三 振 | 暴 投 | ボ 丨 ク | 失 点 | 自 責 点 | 防 御 率 | W H I P |
| --------- | --------- | ----- | ----- | ----- | ----- | -------- | ----- | ----- | -------- | ----------- | ----- | ----- | -------- | -------- | ----------- | -------- | ----- | -------- | -------- | ----- | -------- | ----- | -------- | -------- | ------- |
| 2006      | CWS       | 7     | 1     | 0     | 0     | 0        | 1     | 1     | 1        | 0           | .500  | 79    | 18.1     | 12       | 0           | 13       | 0     | 0        | 19       | 0     | 0        | 10    | 7        | 3.44     | 1.36    |
| 2007      | CWS       | 8     | 0     | 0     | 0     | 0        | 0     | 1     | 0        | 1           | .000  | 59    | 11.1     | 17       | 3           | 8        | 2     | 1        | 1        | 0     | 0        | 11    | 9        | 7.15     | 2.21    |
| 2008      | SD        | 4     | 0     | 0     | 0     | 0        | 0     | 0     | 0        | 0           | ----  | 28    | 4.1      | 8        | 2           | 5        | 0     | 2        | 4        | 0     | 0        | 10    | 8        | 16.62    | 3.00    |
| 2009      | LAD       | 6     | 3     | 0     | 0     | 0        | 1     | 1     | 0        | 0           | .500  | 79    | 19.0     | 13       | 4           | 7        | 0     | 2        | 15       | 0     | 0        | 7     | 7        | 3.32     | 1.05    |
| 通算：4年 | 通算：4年 | 25    | 4     | 0     | 0     | 0        | 2     | 3     | 1        | 1           | .400  | 245   | 53.0     | 50       | 9           | 33       | 2     | 5        | 39       | 0     | 0        | 38    | 31       | 5.26     | 1.57    |

- 2009年度シーズン終了時